# PO Polyot
Liên hiệp sản xuất Polyot (tên gốc tiếng Nga: Производственное объединение «Полёт», còn được biết đến với tên tiếng Anh: Production Association Polyot) là công ty hàng không của Nga, công ty được biết đến là nơi đã chế tạo vệ tinh GLONASS và tên lửa đẩy Kosmos-3M. Công ty có trụ sở đặt tại Omsk. Năm 2007, PO Polyot trở thành công ty trực thuộc Trung tâm nghiên cứu và chế tạo Khrunichev.

## Khái quát
Tên lửa đẩy Kosmos-3M được chế tạo tại Nhà máy chế tạo Polyot từ năm 1969, và là loại tên lửa đáng tin cậy nhất trong số các tên lửa đẩy tương đương với tỉ lệ phóng thành công đạt 0,97. Polyot cũng phát triển các vệ tinh dẫn đường, chẳng hạn như Nadezhda, Parus, GLONASS và GLONASS-M. Trong lĩnh vực hàng không, công ty Polyot đã sản xuất máy bay đa nhiệm hạng nhẹ AN-3T, máy bay chở khách AN-70 và máy bay đa nhiệm AN-74.

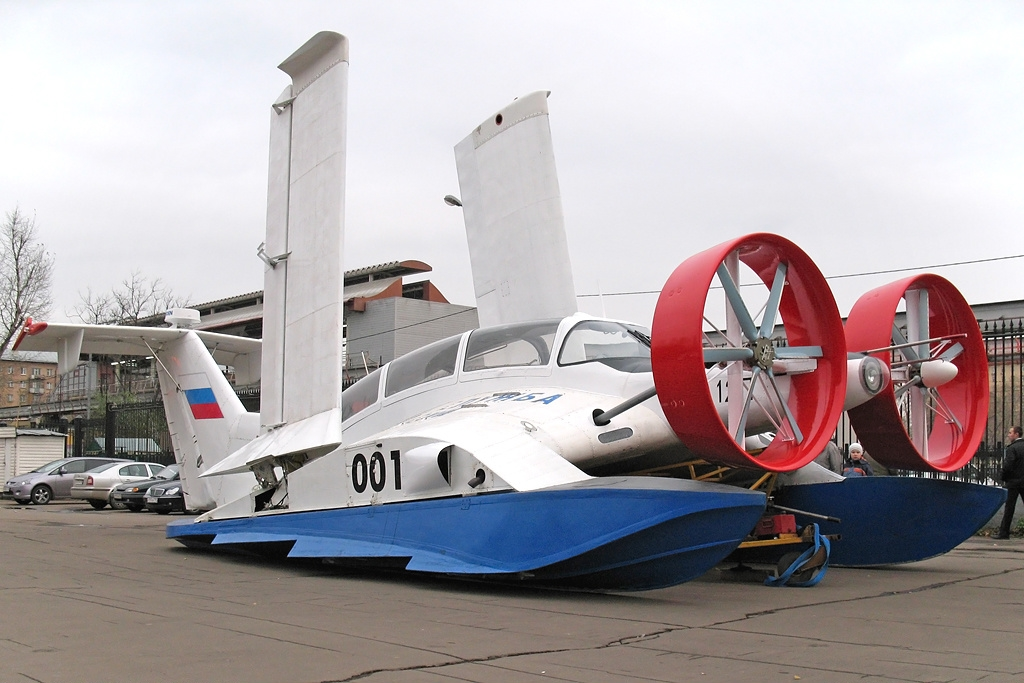
Oryol

PC Polyot cũng chế tạo tầng đẩy URM-1 cho dòng tên lửa đẩy Angara. Năm 2009, công ty được giao kế hoạch chế tạo tầng đẩy mang tải trọng Briz-KM mà sau đó sử dụng trên tên lửa đẩy Rockot, module này cũng được sử dụng như là tầng đẩy thứ 2 của tên lửa đẩy Angara 1.2. Năm 2009, ước tính đến năm 2015, 60 tầng đẩy URM  sẽ được sản xuất mỗi năm cho tên lửa Angara-3.2 và Angara 1.2. Tuy nhiên điều này đã không thành hiện thực do việc sản xuất tên lửa Angara đã bị trì hoãn hơn nửa thập kỷ so với kế hoạch dự kiến bay lần đầu vào năm 2015.
Công ty Polyot đã tham gia liên doanh với công ty OHB-System của Đức, nhằm cung cấp tên lửa đẩy Kosmos-3M cũng như thiết kế và chế tạo nền tảng vệ tinh cho dự án vệ tinh Orbcomm của OHB-System. Ngoài ra, PO Polyot còn chế tạo ekranoplan Oriole (Ivolga).